# Farbindex (Geologie)
Der Farbindex bzw. die Farbzahl (Abk. M’ = Anteil mafischer Minerale oder FZ), englisch color index (C.I.), ist ein in der Gesteinskunde verwendeter Parameter, der den Anteil der dunklen Minerale in einem magmatischen Gestein angibt. Als dunkle Minerale gelten bei der Bestimmung von M' alle mafischen Minerale abzüglich Muskovit, Apatit und magmatische Karbonatminerale. Die Summe der Volumenprozente dieser Minerale entspricht dem Farbindex des Gesteins.
Die Abschätzung des Farbindex kann schon am Handstück vorgenommen werden und stellt somit ein einfaches Hilfsmittel zur Klassifikation des Gesteins dar. Exakte Werte werden durch Auszählen eines Gesteinsdünnschliffs unter dem Mikroskop mit Hilfe eines Punktzählwerkes ermittelt.
Magmatite, deren Farbindex kleiner als 90 ist, lassen sich im QAPF-Diagramm nach Streckeisen klassifizieren. Anhand der Farbzahl lässt sich eine weitere Präzisierung vornehmen. Bei Werten größer als 90 müssen andere Klassifikationsdiagramme verwendet werden. 
| M' 0 bis 10   | Hololeukokrates Gestein (vollständig hell)                                                                          |
| M' 10 bis 35  | Leukokrates Gestein (hell)                                                                                          |
| M' 35 bis 65  | Mesokrates Gestein (mittelfarbig)                                                                                   |
| M' 65 bis 90  | Melanokrates Gestein (dunkel)                                                                                       |
| M' 90 bis 100 | Holomelanokrates, ultramafisches Gestein, Benennung nach anderer Klassifikation notwendig (Ultramafitit-Diagramme). |